# Нова Дєревня (Липецька область)
Нова Дєревня (рос. Новая Деревня) — присілок у Липецькому районі Липецької області Російської Федерації.
Населення становить 2358  осіб. Належить до муніципального утворення Новодеревенська сільрада.

## Історія
З 13 червня 1934 до 1954 року у складі Воронезької області. Відтак входить до складу Липецької області.
Згідно із законом від 2 липня 2004 року №114-оз органом місцевого самоврядування є Новодеревенська сільрада.

## Населення
| 2010 | 2012  |
| ---- | ----- |
| 2226 | ↗2358 |